# زبان‌های آلگانکی جلگه‌ای
زبان‌های آلگونکویان جلگه‌ای یکی از زیر خانوادهای زبان‌های الگی و به طور کل زبان‌های آلگونکیان است که همانند زبان‌های آلگونکویان میانی و بر خلاف زبان‌های آلگونکویان شرقی به دلیل تشابه میان زبان‌های گروه، گروه بندی نشده‌اند، بلکه به دلیل موقعیت جغرافیایی نزدیک به همشان در یک گروه قرار می‌گیرند و تشابه چشمگیری با یکدیگر ندارند.